# Jean-Pierre Seck
Pour les articles homonymes, voir Seck.
Jean-Pierre Seck, né le 4 février 1973 à Paris[réf. nécessaire], est un producteur, éditeur et journaliste musical (radio et presse) français. Il est issu de l’univers de la musique hip-hop. Il est à l'origine du label 45 Scientific, en compagnie de ses associés Ali, Geraldo et Booba. Il a produit deux albums certifiés Disque d'Or en indépendant : Mauvais Œil du groupe Lunatic et Temps Mort de Booba.

## Biographie
Étudiant en commerce, Jean-Pierre Seck tutoie le monde du travail en démarrant dans l’industrie du disque en 1995, comme pigiste au sein du magazine L’Affiche, dont Olivier Cachin est le rédacteur en chef. Il développe l'Underground parisien, une rubrique consacrée aux talents de la nouvelle scène du rap français. On y découvre alors Diam's, Rohff, Oxmo Puccino, ou encore Kery James. Jean-Pierre Seck devient rédacteur en chef adjoint de L'Affiche en 1998. Parallèlement à ses activités journalistiques au sein du magazine, il co-anime le talk-show Sang d’encre sur la radio Générations 88.2 FM avec David Commeillas et Yasmina Benbekaï, et écrit pour le magazine Radikal.
En 2000, il intervient pour la première fois comme producteur avec la mix-tape Sang-D’Encre, qui s’écoule à plus de 25 000 exemplaires. On y retrouve les valeurs montantes du rap français, comme Lunatic, Arsenik, Diam’s, Nakk, X-Men, La Rumeur, Hi-Fi, Dany Dan, et Driver. 

## Carrière
En 2000, il se tourne définitivement vers la production et monte le label indépendant 45 Scientific avec Ali, Booba et Géraldo. 45 Scientific obtient le Disque d'Or en écoulant plus de 150 000 copies du premier album de Lunatic, Mauvais Œil, aujourd’hui considéré comme un classique du rap français. 
Jean-Pierre Seck signe un second Disque d'Or en 2001, avec plus de 200 000 albums écoulés de l’opus Temps Mort de Booba. Il travaille par la suite sur les productions des compilations 45 Scientific, avec notamment le titre Tous Illicite, de LIM, l’opus d’Hi-Fi, Rien à perdre, rien à prouver, la compilation Sang-D’Encre Volume 2, l’album d’Ali, Chaos et Harmonie. 
En 2006, le label éclate. Jean-Pierre Seck quitte 45 Scientific et crée Allmade Records en compagnie de Driver, avec le site allmade.tv, qui intègre une webradio et une web TV. Ils y produisent le rappeur Black Kent, dont le développement de carrière, notamment sur les réseaux sociaux, séduit Warner, qui rachète l’artiste en 2011.  
Jean-Pierre Seck se tourne vers l'audiovisuel en 2009 lorsqu'il produit la capsule Slam Info pour Canal+. En 2014, il lance On Refait le Rap, un talk-show sur le Rap présenté par Olivier Cachin, coanimé par Mouloud Achour, Sear et lui-même, disponible sur Youtube. L'idée est alors de proposer des visions différentes du rap français et américains par des journalistes de la presse écrite (Get Busy, L’Affiche, Radikal). Sur la chaîne Youtube On Refait Le Rap, Jean-Pierre Seck produit également une série de documentaires présentés par Driver : Hip Hop Stories, qui retrace les parcours des groupes ou artistes cultes comme Kery James ou Expression Direkt.